# クラレンス・"フロッグマン"・ヘンリー
クラレンス・"フロッグマン"・ヘンリー (Clarence "Frogman" Henry、1937年3月19日 - 2024年4月7日) は、米国のR&B・シンガーであり、ピアニスト。「エイント・ガット・ノー・ホーム」、(1956年)、「(アイ・ドント・ノウ・ホワイ)バット・アイ・ドゥ」(1961年)のヒットで知られる。

## 来歴
クラレンス・ヘンリーは1937年3月19日、ニューオーリンズに生まれた。1948年に彼は市内のアルジアーズ地区に引っ越し、以後亡くなるまでそこに居を構えた。彼はファッツ・ドミノ、プロフェッサー・ロングヘアから大きな影響を受け、幼少期からピアノを弾くようになった。ヘンリーはタレント・ショーでプレイした際には、ロングヘアを模して両側が三つ編みになったかつらを被った。彼は1952年、ボビー・ミッチェル&ザ・トッパーズに加入し、ピアノとトロンボーンを担当したが、1955年の高校卒業を機に脱退し、サクソフォーン奏者のエディー・スミスのバンドに加入している。
1955年のとある晩、ヘンリーは「エイント・ガット・ノー・ホーム」を彼のトレードマークとなったカエル声を交えて即興で歌った。チェス・レコードのA&R担当だったポール・ゲイテンがこれを聴き、1956年9月、コズィモ・マタッサのスタジオにてヘンリーのこの曲をレコーディングさせた。当初は地元DJのポッパ・ストッパがこの曲を推したが、最終的には全米R&Bチャートの3位、ポップ・チャートの20位にまで登るヒットとなった。この芸当により彼は「フロッグマン」というニックネームを得て、晩年まで続くキャリアは幸先のいいスタートを切ったのだった。
ヘンリーは1958年まで、6人編成のバンドで全米ツアーを行ない、レコーディングを続けた。いずれも1961年にリリースされたボビー・チャールズの「(アイ・ドント・ノウ・ホワイ)バット・アイ・ドゥ」と「ユー・オールウェイズ・ハート・ザ・ワン・ユー・ラヴ」も大きなヒットとなっている。
彼は1964年のビートルズの米国、カナダ・ツアーの18公演で前座を務めたが、彼の主たる収入源は19年に渡り演奏活動を行なったニューオーリンズのバーボン・ストリートでの活動によるものだった。

## 私生活と死
ヘンリーは7回結婚し、その全てが離婚に至っている。彼は10人の子供を設けた。
彼は2024年4月7日、手術後の合併症によりニューオーリンズにて死去した。87歳だった。同月下旬に、彼はニューオーリンズ・ジャズ&ヘリテッジ・フェスティバルに出演する予定となっていた。

## 受賞歴
ヘンリーのR&Bにおける先駆者的貢献はロカビリーの殿堂によって表彰されている。2007年4月、ヘンリーのルイジアナ音楽への貢献が讃えられ、彼はルイジアナ音楽の殿堂入りを果たした。

## ディスコグラフィー

### アルバム
| 年     | アルバム名                                                                                        | レーベル |
| ------ | ------------------------------------------------------------------------------------------------- | -------- |
| 1961年 | 『You Always Hurt the One You Love』                                                              | Argo     |
| 1962年 | 『Bourbon St. New Orleans』                                                                       | CFH      |
| 1970年 | 『Clarence (Frogman) Henry is Alive and Well Living in New Orleans and Still Doin' His Thing...』 | Roulette |

### シングル
| 年     | シングル (A面/B面)                                                           | チャート最高位 | チャート最高位 | チャート最高位 | チャート最高位 |
| 年     | シングル (A面/B面)                                                           | ポップ         | R&B            | UK             | カナダ         |
| ------ | ---------------------------------------------------------------------------- | -------------- | -------------- | -------------- | -------------- |
| 1956年 | 「Ain't Got No Home」 b/w 「Troubles, Troubles」                             | 20             | 3              | -              | -              |
| 1957年 | 「Lonely Tramp」 b/w 「I'm A Country Boy」                                   | -              | -              | -              | -              |
| 1957年 | 「It Won't Be Long」 b/w 「I Found A Home」                                  | -              | -              | -              | -              |
| 1958年 | 「I'm In Love」 b/w 「Baby, Baby Please」                                    | -              | -              | -              | -              |
| 1961年 | 「(I Don't Know Why) But I Do」 b/w 「Just My Baby and Me"」                 | 4              | 9              | 3              | 2              |
| 1961年 | 「You Always Hurt the One You Love」 b/w 「Little Suzy」                     | 12             | 11             | 6              | 4              |
| 1961年 | 「Lonely Street」 b/w 「Why Can't You」                                      | 57             | 19             | 42             | -              |
| 1961年 | 「On Bended Knees」 b/w 「Standing In The Need Of Love」                     | 64 / 109       | -              | -              | -              |
| 1962年 | 「A Little Too Much」 b/w 「I Wish I Could Say The Same」                    | 77             | -              | -              | -              |
| 1962年 | 「Dream Myself A Sweetheart」 b/w 「Lost Without You」                       | 112            | -              | -              | -              |
| 1962年 | 「The Jealous Kind」 b/w 「Come On and Dance」                               | -              | -              | -              | -              |
| 1963年 | 「It Takes Two To Tango」 b/w 「If I Didn't Care」                           | -              | -              | -              | -              |
| 1964年 | 「Looking Back」 b/w 「Long Lost and Worried」                               | -              | -              | -              | -              |
| 1964年 | 「Have You Ever Been Lonely」 b/w 「Little Green Frog」                      | 135            | -              | -              | -              |
| 1965年 | 「You Can't Hide A Tear」 b/w 「I Told My Pillow」                           | -              | -              | -              | -              |
| 1965年 | 「Tore Up Over You」 b/w 「I Might As Well」                                 | -              | -              | -              | -              |
| 1966年 | 「Ain't Got No Home」 (リメイク) b/w 「Baby Ain't That Love」                | -              | -              | -              | -              |
| 1966年 | 「Cajun Honey」 b/w 「Think It Over」                                        | -              | -              | -              | -              |
| 1967年 | 「Hummin' A Heartache」 b/w 「This Time」                                    | -              | -              | -              | -              |
| 1968年 | 「That's When I Guessed」 b/w 「Shake Your Moneymaker」                      | -              | -              | -              | -              |
| 1983年 | 「That Old Piano」 b/w 「Keep Your Hands Off Her」                           | -              | -              | -              | -              |
| 1993年 | 「 (I Don't Know Why) But I Do」 b/w 「Ain't Got No Home」 A面再チャート入り | -              | -              | 65             | -              |